# Prusse (région)
Pour les articles homonymes, voir Prusse (homonymie).
La Prusse (en allemand : Preußen, en polonais : Prusy) est une région historique dans le nord-est de l'Europe centrale. Elle doit son nom à une déformation d'un des peuples autochtones, les Prussiens, d'origine balte, habitant le littoral sud-est de la mer Baltique entre les estuaires de la Vistule et le Niémen au XIIIe siècle. Sa colonisation est due aux chevaliers de l'ordre Teutonique qui la disputèrent bientôt aux souverains de Pologne. 
Après la conclusion du traité de Thorn en 1466, l'on y ajoute les territoires de la Poméranie orientale (« Pomérélie ») à l'ouest de la Vistule qui sont revenus au royaume de Pologne et sont classés sous l'étiquette de Prusse royale. Les parties restantes correspondent au territoire du duché de Prusse, un territoire sécularisé de l'ancien État teutonique en 1525. Après la Seconde Guerre mondiale et la Conférence de Potsdam en 1945, la plus grande partie des anciennes provinces de Prusse-Orientale et de Prusse-Occidentale fut cédée à la Pologne. La partie nord de la Prusse-Orientale est devenue l'oblast de Kaliningrad, enclave de Russie. 
La région ne doit pas être confondue avec le royaume de Prusse ayant Berlin pour capitale, fondé en 1701 pour remplacer l'union personnelle entre le duché de Prusse et l'électorat de Brandebourg.

## Géographie
Les limites de la région ne sont pas précisées. Au sens propre, la zone géographique s'étend le long de la côte Baltique entre l'embouchure du fleuve Vistule et l'embouchure du fleuve Niémen. Elle comprend les paysages d'Ermeland (Warmie), de Mazurie et de Sambie, les zones des Pomésaniens, des Natangiens et des Pogésaniens, ainsi que le pays fertile de Chełmno au sud-ouest. 
Sur la côte Baltique, la lagune de la Vistule, séparée de la baie de Gdańsk par la presqu'île de la Vistule, et l'isthme de Courlande font partie du cordon littoral caractéristique. Outre la Vistule et le Niémen, les principales rivières sont la Pregolia, la Łyna, l'Angrapa et la Deïma. À l'extrême est de la région, le lac Vištytis est situé sur la frontière avec la Lituanie. Le sud du pays est caractérisé par la vaste région des lacs de Mazurie. À l'ouest, la  péninsule de Sambie s'élance vers la mer Baltique.
La limite orientale de la Prusse fut déterminée par la paix du lac de Melno conclue entre l'ordre Teutonique et le grand-duché de Lituanie en 1422 ; elle a perduré plus de cinq cents ans. Aujourd'hui, la bande de la Petite Lituanie au nord du fleuve Niémen, l'ancien territoire de Memel, appartient à la république de Lituanie. À l'ouest, la Prusse confine à la Poméranie orientale (Pomérélie) ; ce territoire au-delà de la Vistule, s'étendant sur la forêt de Tuchola et la Cachoubie jusqu'à la frontière du duché de Poméranie (Poméranie ultérieure) le long de la rivière Łeba, fut rattaché en tant que Prusse royale en 1466. 
Le centre historique de l'État teutonique était la forteresse de Marienbourg. Parmi les principales villes figuraient Königsberg (aujourd'hui Kaliningrad), Allenstein (Olsztyn), Braunsberg (Braniewo), Elbing (Elbląg), Frauenbourg (Frombork), Graudenz (Grudziądz), Gumbinnen (Goussev), Insterbourg (Tcherniakhovsk), Marienwerder (Kwidzyn), Memel (Klaipėda), Mohrungen (Morąg), Marggrabowa (Olecko), Tilsitt (Sovetsk) et Thorn (Toruń). La ville de Dantzig (Gdańsk) en Pomérélie s'ajoutait plus tard .

## Histoire

Les tribus baltes et les clans prussiens à la veille de la croisade teutonique au début du XIIIe siècle.

Jusqu'au Moyen Âge central, la région était occupée par les tribus baltes des Borusses, mentionnés pour la première fois par le Géographe bavarois au IXe siècle. Quelques années plus tard, le négociant Wulfstan de Hedeby it voile vers la place commerciale de Truso (aujourd'hui Elbląg). Le nom brus, également documenté dans le Dagome Iudex du duc Mieszko Ier de Pologne (Bruzze), donna par déformation le terme de Prusse. Le territoire était alors également peuplé par des tribus de Scandinaves et de Goths : aux alentours de -350, le voyageur grec Pytheas avait d'ailleurs désigné le territoire sur le nom de Mentenomon et ses habitants Guttones, qui donna par la suite le terme de Goths.

### L'arrivée des Vikings
Les Vikings commencèrent à pénétrer en Europe orientale vers les VIIe et VIIIe siècles et firent commerce avec les Borusses. Les marchés les plus importants de ce commerce sont les bourgades de Truso et de Kaup (en), où un certain nombre de Scandinaves se sont installés. Truso occupait d'ailleurs une position centrale sur les routes de commerce orientales à travers la mer Baltique : on sait que plusieurs marins prussiens sont ainsi allés jusqu'au port suédois de Birka.
À la fin de cette période au XIe siècle, les rois danois Harald à la dent bleue et Knut le Grand lancèrent plusieurs expéditions contre les Prussiens qui aboutirent à la destruction de nombreux villages de Prusse, dont Truso et de Kaup. Ils échouèrent cependant à établir une solide tête de pont dans la région.

### L'installation des Chevaliers teutoniques
Au Moyen Âge, les Baltes comptent parmi les derniers peuples d’Europe encore païens. Depuis le règne de Boleslas Ier le Vaillant et l'assassinat de l'évêque Adalbert de Prague en 997, les multiples campagnes d’évangélisation organisées par les chevaliers polonais de l'Ordre de Dobrin tournent à l’échec. Au début du XIIIe siècle, les Borusses en échange envahissent le duché de Mazovie. Le duc polonais Conrad fait donc appel en 1226 à l'Ordre teutonique, qui était tout juste expulsé de Hongrie par le roi André II, et il lui promit la cession de la région frontalière de Chełmno (en allemand : Kulmerland). 

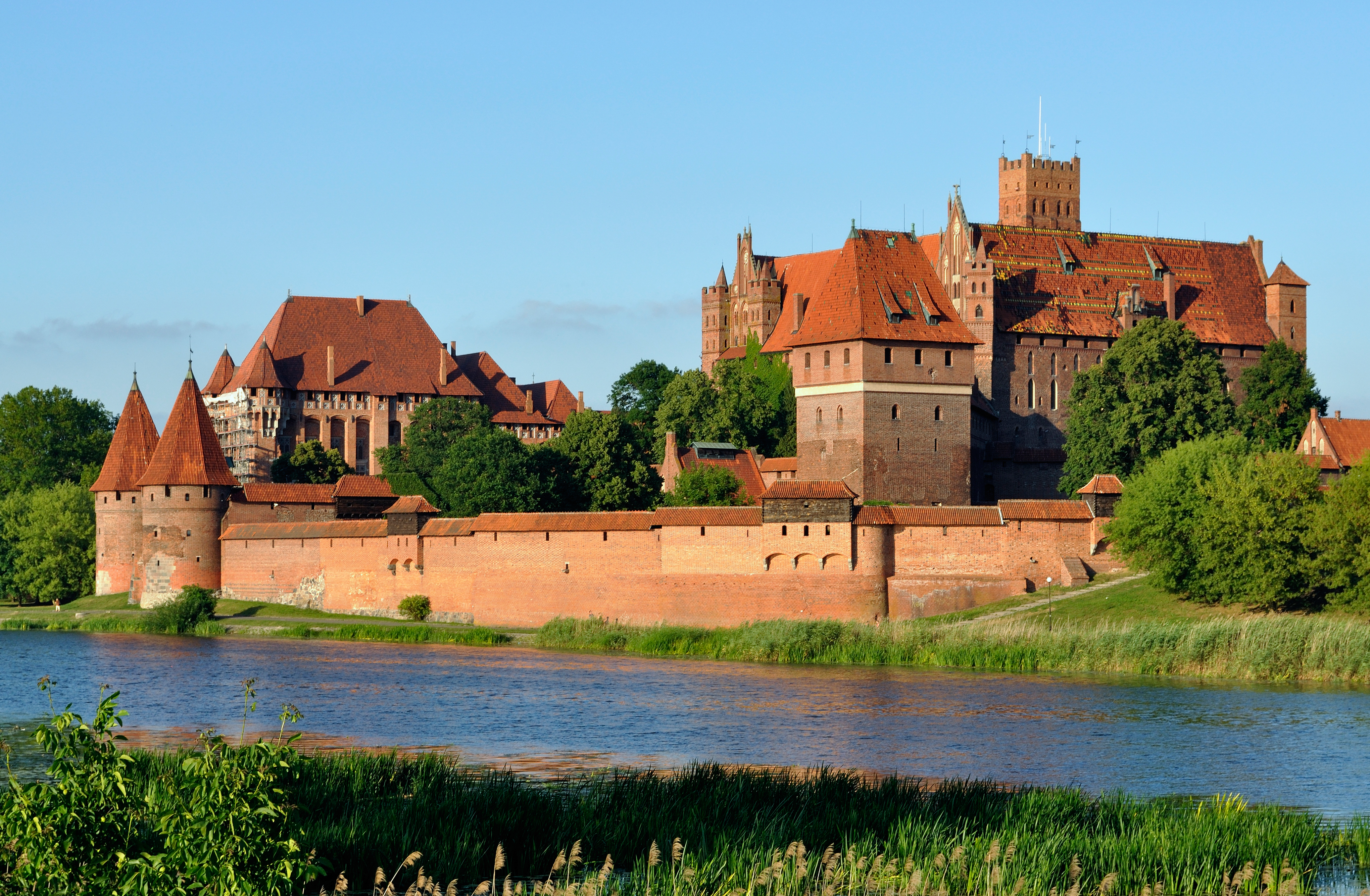
La forteresse de Marienbourg.

La campagne de Prusse commence en 1231, après que l'empereur Frédéric II a promulgué la bulle d'or de Rimini confirmant toutes les possessions des Chevaliers teutoniques en Prusse. Sous la direction du grand maître Hermann von Salza et de son commandeur Hermann Balk, la conquête se fait surtout grâce à la construction de châteaux forts et de razzias dans les villages baltes. Les premiers châteaux sont bâtis sur les bords de la Vistule, à Thorn (Toruń), à Elbing (Elbląg) et à Kulm (Chełmno), puis sur les bords de la Baltique en Sambie (Samland en allemand). La cession de territoire est confirmée par le traité de Kruschwitz avec le duc Conrad de Mazovie en 1230, puis par la bulle papale de Rieti en 1234.
Le peuple borusse qui vivait en partie grâce à la pêche se voit alors privé de son accès à la mer. La ville de Königsberg est fondée en 1255. Au milieu du XIIIe siècle, les Borusses tentent une ultime révolte qui ne fera que précipiter leur déclin. De 170 000 avant la conquête, ils ne sont plus que 90 000 vers 1300. Le pays s’étend aussi vers l’ouest : au début du XIVe siècle, le duché polonais de Pomérélie au-delà de la Vistule fut occupé par les Chevaliers, culminant à la prise de Dantzig le 13 novembre 1308 par les forces de Heinrich von Plötzke. L'année suivante, par l’accord de Soldin, ce territoire est partagé entre l'Ordre et les margraves de Brandebourg. Le dernier duc de Pomérélie, Mestwin II, était déjà décédé en 1294. Puis, le nom de Prusse s'est également attachée à la rive ouest du fleuve.
La Prusse devient alors une terre de colonisation allemande. Des terres agricoles sont généreusement données aux colons venus de la Germanie et des Pays-Bas (cf. Preußisch Holland), qui y bâtissent de nouvelles villes telles que Marienbourg (aujourd'hui Malbork) en 1280, capitale de l'État teutonique dont l'impressionnante forteresse devient alors le siège de l'Ordre. Au sud, les Masuriens sont arrivés de Mazovie. Les villes de Prusse connaissent alors une expansion spectaculaire et la construction de ports permet des échanges commerciaux avec le reste de la mer Baltique. La Prusse teutonique connaît donc une ère de prospérité jusqu’au XVe siècle, bénéficiant de la réputation de terre de croisade, du fait de combats sporadiques contre les Lituaniens restés païens.

### Le déclin de la Prusse teutonique
En 1386, le mariage de Ladislas II Jagellon, grand-duc de Lituanie, avec l’héritière de Pologne Hedwige Ire change la donne diplomatique dans la région, l'Union de Krewo entre les deux États est créée. En 1409, un soulèvement dans la possession teutonique de Samogitie, encore païenne (nord-est de la Lituanie) éclate. C'est à cette occasion que le grand maître de l'Ordre teutonique Ulrich von Jungingen déclara la guerre à l'Union de Krewo le 6 août. 
Immédiatement les forces teutoniques passèrent à l'offensive et envahirent la Grande-Pologne et la Cujavie, mais les Polonais repoussèrent l'invasion et reconquirent Bydgoszcz. Un accord d'armistice fixé jusqu'au 24 juin 1410, permit aux Lituaniens et aux Polonais de se préparer à repousser la menace teutonique une fois pour toutes. La bataille de Grunwald le 15 juillet 1410 suivant (appelé aussi « bataille de Tannenberg ») marquera le début du recul des chevaliers teutoniques. La première paix de Thorn signée le 1er février 1411 imposa à ces derniers des compensations financières telles qu'ils furent obligés de recourir à une imposition très élevée, les caisses étant pratiquement vides.
La population prussienne se révolta donc de nouveau contre les chevaliers allemands et demanda de l'aide au roi de Pologne Casimir IV. La guerre de Treize Ans éclata une fois de plus entre l'Ordre et le royaume de Pologne en 1454, durant laquelle la Prusse s’appauvrit. La bataille de Puck en 1462 qui vit la victoire décisive des Polonais et aboutit au traité de Thorn, selon lequel les teutoniques cédèrent à la Pologne l'est de la Poméranie orientale, ainsi que les voïvodies prussiennes d'Elbling, de Marienbourg et de Culm qui constituèrent alors la « Prusse royale ». Le reste de la « Prusse teutonique » restant en possession de l'Ordre, mais placée sous la suzeraineté de la Pologne.

### La couronne de Pologne et les Hohenzollern

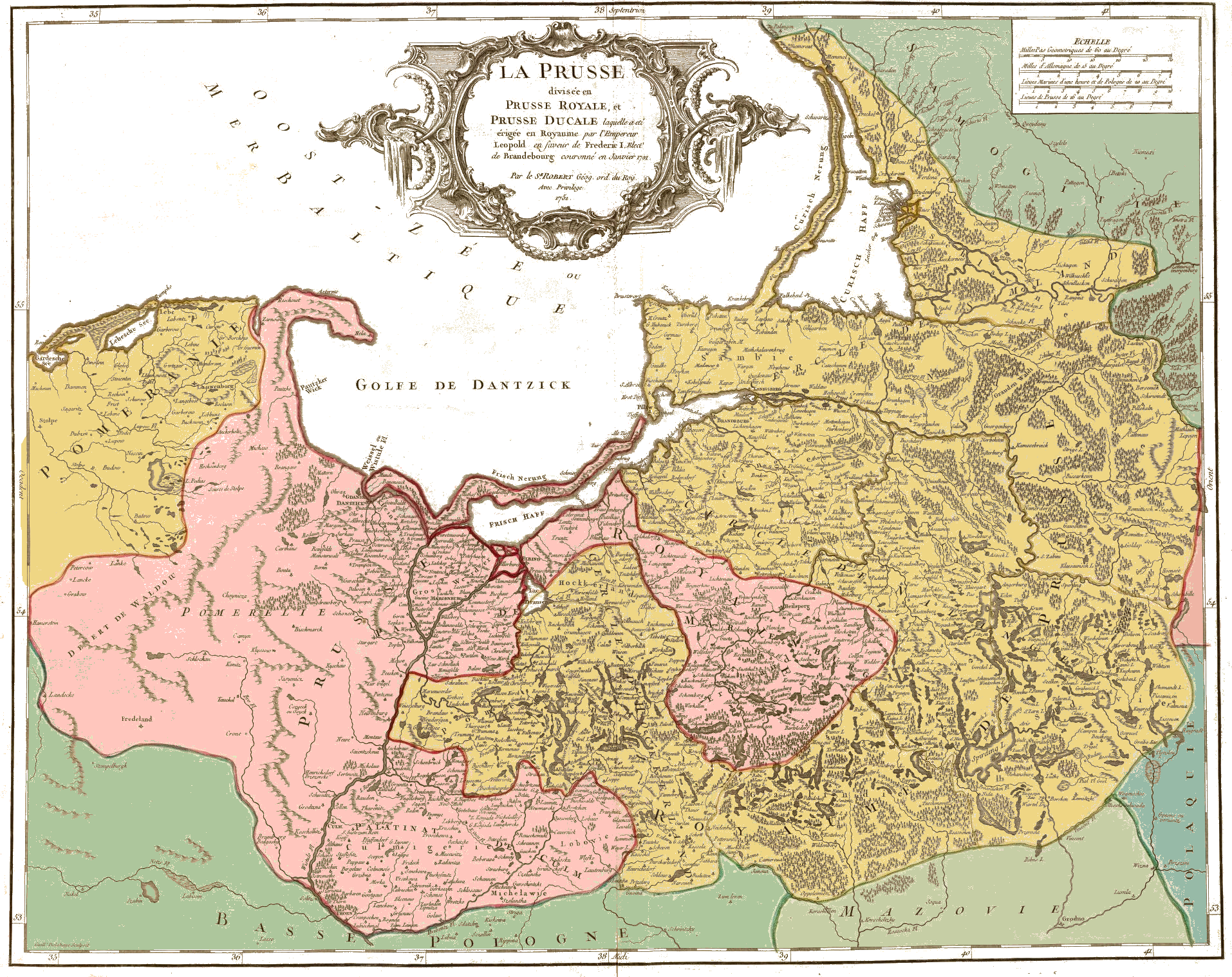
Une carte de la Prusse élaborée par Gilles Robert de Vaugondy (1751) : le duché de Prusse en doré, la Prusse royale en rose.

Au début du XVIe siècle, un nouveau séisme touche profondément les fondements éprouvés de l'Ordre chevaleresque allemand. En effet, depuis 1520, le vent de la Réforme souffle sur les États du Saint Empire. En 1511, Albert de Brandebourg-Ansbach, issu de la maison de Hohenzollern, est élu trente-septième grand maître. Quoique neveu du roi de Pologne Sigismond Ier le Vieux, il mena une guerre contre lui de 1519 à 1521 qui se termina par une trêve de quatre ans. À la fin de la trêve, il négocia avec son oncle un accord qui l'autorisait à se convertir à la religion luthérienne. Sigismond accepta à la condition que la Prusse restât fief vassal du royaume de Pologne. L'accord final fut scellé par le traité de Cracovie qui fut signé le 5 avril 1525. Albert transforma ce qui restait de l'ancienne Prusse teutonique en duché héréditaire de Prusse et installa son gouvernement à Königsberg.
En 1618, les électeurs de Brandebourg ont hérité le duché. Le traité de Wehlau, signé en 1657, leur garantit la pleine souveraineté. En 1701, enfin, l'électeur Frédéric III se fait couronner « roi en Prusse ». La région de Prusse donne ainsi son nom à la nouvelle grande puissance européenne. Cependant la seigneurie ne couvre pas la Prusse royale qui restera liée en union réelle à la couronne de Pologne jusqu'au partage de 1772. Restituée au Congrès de Vienne, la province de Prusse (la Prusse-Orientale et la Prusse-Occidentale) n'était pas englobée dans le territoire de la Confédération germanique, mais fut incorporée dans l'Empire allemand en 1871.